# Lorís (Rusia)
Lorís (del ruso: Лорис) es un posiólok del ókrug urbano de Krasnodar del krai de Krasnodar, en el sur de Rusia. Está situado en las tierras bajas de Kubán-Azov, al norte del embalse de Krasnodar del río Kubán, 12 km al nordeste del centro de Krasnodar. Tenía 3565 habitantes en 2010
Pertenece al municipio Páshkovski del distrito Karasunski del ókrug.

## Historia
La localidad fue fundada en 1888 y bautizado en honor al militar y estadista ruso Mijaíl Lorís-Mélikov. Recibió su estatus actual en 1977 y fue rebautizado como Zonalni, nombre que conservó hasta 2011, en que recuperó el nombre original. En 1977 se estableció un complejo agrario de investigación y producción.

## Economía y transporte
En la localidad se halla el Instituto de Investigación Científica Ganadera del Cáucaso del Norte. Známenski está muy cerca de la zona industrial oriental de Krasnodar, por lo que será uno de los centros económicos futuros de la ciudad, actualmente en fase de desarrollo.
Al nordeste la localidad queda delimitada por el ferrocarril Krasnodar-Korenovsk, en el que se halla una estación y que le separa de Industrialni.

## Servicios
En la localidad hay un puesto de socorro, una oficina de correos, policlínica, casa de cultura, escuela secundaria y un parque infantil.